# Embioptera
Gli Embiotteri (Embioptera Lameere, 1900) sono un ordine di Insetti di piccole o medie dimensioni, alati o atteri, con livree di colori uniformi e poco appariscenti ed esoscheletro poco consistente. Nell'albero tassonomico gli Embiotteri rappresentano l'unico ordine della sezione Embiopteroidea (Exopterygota Neoptera Polyneoptera). L'ordine, fossile dal Permico Superiore, include circa 150 specie raggruppate in 6 famiglie.

## Morfologia
Cranio grandetto, libero, mobile, subprognato; clipeo distinto in ante e postclipeo; occhi composti reniformi nel maschi, più piccoli e meno convessi nelle femmine; ocelli assenti. Antenne moniliformi o filiformi di 15-32 articoli. Apparato boccale masticatore, galea digitiforme, lacinia appuntita e bidentata, palpo 5 articolato; labrum con premento indiviso, paraglosse membranacee e di notevoli dimensioni, glosse ridottissime ed appuntite, palpi 3 articolati. Corpo allungato, stretto e depresso; coloo con scleriti dorsali, laterali e ventrali; pronoto piccolo e più stretto del cranio e con la porzione anteriore separata da un solco trasverso. Zampe ambulatorie più lunghe nelle forme alate, dissimili tra loro, tarsi 3 articolati, pretarsi con 2 unghie; le anteriori, mobilissime, presentano il primo tarsomero eccezionalmente sviluppato in quanto contiene numerose ghiandole sericipare unicelulari, il cui secreto fuoriesce da setole plantari cave ed aperte all'estremità distale. Ali membranacee e simili tra loro (di colore fumoso e percorse da linee chiare e glabre fra le venature longitudinali), fornite di micro e macrotrichi, con venatura radiale notevolmente rinforzata; le altre venature non sempre bene definite e più o meno ridotte: mancano sempre nelle femmine, talvolta nei maschi ed in alcune specie si hanno maschi alati ed atteri; nel riposo si sovrappongono orizzontalmente sull'addome. Addome sessile di 10 uriti e con vestigia dell'undicesimo; nelle femmine il decimo urosterno è diviso in due emisterniti simmetrici; nei maschi il nono è indiviso, asimmetrico ee costituisce la piastra subgenitale, mentre il decimo è rappresentato da due piccoli sterniti che talvolta si fondono col nono. Nei maschi adulti il decimo urotergo è diviso in due emitergiti asimmetrici e uno o entrambi si prolungano in un processo sclerificato; esso invece è intero nelle femmine ee negli stadi giovanili di ambedue i sessi. Cerci biarticolati, asimmetrici nei maschi.

## Anatomia
Sistema nervoso: apparato centrale con 3 gangli toracici e 7 addominali, ganglio ipocerebrale del sistema stomatogastrico diffuso. Apparato digerente: faringe con denticoli rivolti all'indietro; mesenteron allungato e privo di ciechi; 20-30 tubi malpghiani lunghi; proctodeo con ileo convoluto, colon brevissimo, retto dilatato e fornito di papille. Olopneustici (2+ 8). Apparato riproduttore: ovari con pochi varioli panoistici, gonotrema al margine posteriore dell'ottavo urosterno; mancano di ovopositore e di un organo copulatore vero e proprio (o anche è molto poco sviluppato).

## Biologia
Insetti paurometabolici o pseudometabolici, ovipari, anfigonici e partenogenetici. La partenogenesi è geografica, obbligatoria, costante, telitoca e zigoide (cioè diploide e triploide), di tipo apomittico: questi dati si riferiscono ad Haploembia solieri Ramb., nel quale la telitoca è conseguente al parassitismo endemico di una Gregarina, e porta indirettamente ala sterilità gametica dei maschi del tipo anfigonico, nel quale si presenta però anche una partenogenesi accidentale. Fenomeni simili sono stati osservati in Embia tyrrhenica Stefani, 1954, ed in Cleomia guareschii Stefani, 1954.
Le femmine depongono uova allungate e fornite di opercolo entro i loro cunicoli sericei e, come le Forficule (Dermaptera), dedicano cure parentali ai germi ed alle neanidi appena sgusciate che di solito restano con la madre fino al secondo stadio. Sviluppo postembrionale con 4 mute.
Gli Embiotteri sono insetti lucifughi e usualmente xerofili. I maschi generalmente volano di notte, con eccezioni.
Sono fondamentalmente tropicopoliti ma estendono il loro areale alle regioni temperate più calde. Si ritrovano nel terreno, sotto sassi, ecc.; qualche specie è termitofila. Con il secreto delle ghiandole metatarsali del primo paio di zampe costruiscono cunicoli sericei di varia lunghezza, talvolta ramificati, nei quali di muovono velocemente, e possono tappezzare di seta anche superfici varie; ciò riguarda sia adulti che stadi preimmaginali. Le specie europee si tessono per l'inverno bozzoli individuali spessi e fusiformi. Essendo gregarie fin dalla seconda età, vivono talora in colonie impiantando, in qualche caso, una serie di gallerie sovrapposte e comunicanti con una o due camere sotterranee. Hanno regime dietetico vegetariano; i maschi rivelano talvolta tendenze zoofaghe.